# Trachelipus taborskyi
Trachelipus taborskyi is een pissebed uit de familie Trachelipodidae. De wetenschappelijke naam van de soort is voor het eerst geldig gepubliceerd in 1950 door Zdenek Frankenberger.